# Orant

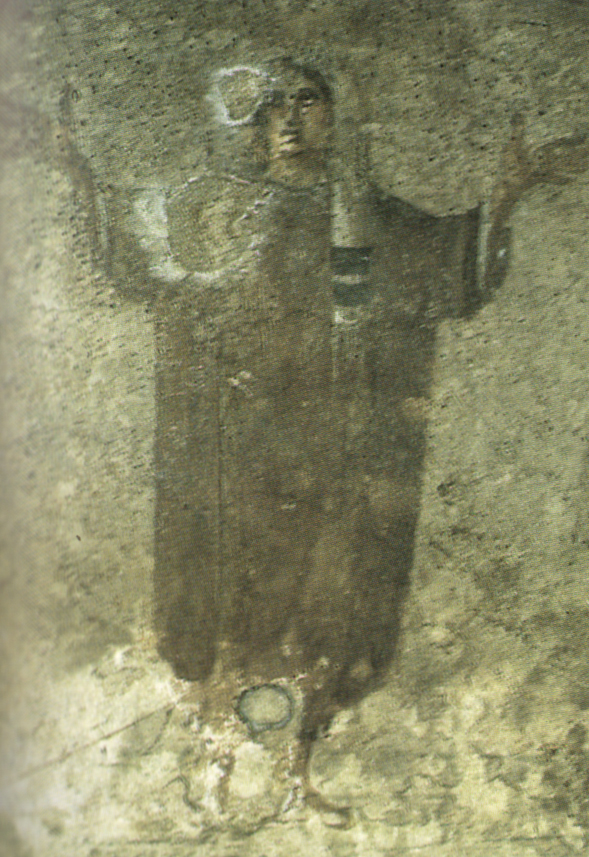
Orantmotiv från en romersk väggmålning i Priscillas katakomber.

Orant eller orante (från latin 'tala', 'be') är ett motiv i den fornkristna konsten med en bedjande människa som står med armarna åt sidorna och blicken lyft mot himlen. Orantställningen skall påminna om korsfästelsen. Den har även använts som böneställning av asketiska munkar.